# Bürgerparlament
Bürgerparlamente (englisch Citizens’ juries) sind Bürger-Kommissionen, die sich aus einem repräsentativen Querschnitt aller Bürger eines Staates zusammensetzen und derzeit meist regionale politische Themen oder Planungsprozesse aufgreifen, behandeln und darüber abstimmen, um Politik und Verwaltung beratend zu unterstützen (Deliberative Demokratie).
In Abgrenzung dazu werden in einer Aleatorischen Demokratie oder Demarchie die Entscheidungen von den am Verfahren beteiligten Bürgern direkt getroffen.

## Formen
Bürgerparlamente treten weltweit in unterschiedlichen Formen auf, da sie an die Rechtsstaatlichkeit des jeweiligen Landes gebunden sind, in dem sie wirken.
Das in der Europäischen Union empfundene Demokratiedefizit schmälert das Vertrauen der Öffentlichkeit in die sogenannte Repräsentative Demokratie auch in den Mitgliedsländern. Nach dem Beispiel einzelner, lokaler „Demokratie-Projekte“, die bereits seit einigen Jahren existieren, wird der Ruf nach alternativen Demokratieformen und damit nach mehr Bürgerbeteiligung lauter, der eine „echte Repräsentativität“ des Volkes fordert.

„Ein Gemeinwesen, in dem zwar nach wie vor Wahlen abgehalten werden […], in dem allerdings konkurrierende Teams professioneller PR-Experten die öffentliche Debatte während der Wahlkämpfe so stark kontrollieren, daß(sic) sie zu einem reinen Spektakel verkommt, bei dem man nur über eine Reihe von Problemen diskutiert, die die Experten zuvor ausgewählt haben.“

Auch wenn bereits bestehende, regional wirkende Plattformen in deren Bezeichnung den Zusatz „Parlament“ führen, lässt dieser aus der bisherigen politischen Terminologie und Anwendung doch eher auf eine überregionale, nationale Themenbefassung schließen, die es in dieser Form weltweit derzeit jedoch nur in der Schweiz gibt.

## Merkmale von Bürgerparlamenten
Bürgerparlamente finden ihren gemeinsamen Nenner in ihrer personellen Zusammensetzung, indem sich ihr Schaffen und die daraus entstehenden Ergebnisse durch Bürger der jeweiligen Region legitimiert. Diese Zusammensetzung könnte sogar länderübergreifend beispielsweise als „EU-Bürgerparlament“ wirken.
Die essenziellen, idealtypischen Merkmale national agierender Bürgerparlamente sind:

### Beteiligung
Im Gegensatz zum Schweizer Demokratiemodell, bei dem alle stimmberechtigten Bürger (Stimmbürger) an einer Volksabstimmung eingeladen sind, kommen Bürgerparlamente mit einem statistisch-repräsentativen Querschnitt aus, um dennoch eine zuverlässige Aussage von zirka 95 % (Konfidenzniveau) darüber zu erreichen, wie alle Bürger im Befragungsfalle abgestimmt hätten. Dies sichert eine raschere und effizientere Vorbereitungs- und Bearbeitungszeit sowie deutlich geringere Werbekosten.

### Kandidatenauswahl
Eines der wesentlichsten Merkmale von Bürgerparlamenten ist die Art der Auswahl der Kandidatinnen und Kandidaten. Diese erfolgt idealerweise durch Losverfahren (Aleatorische Demokratie oder auch Demarchie), kann aber durch dialogorientierte Beratung und Beschlussfassung oder auch durch ein Wahlverfahren ergänzt werden. Im antiken Athen wurden die Mitglieder wichtiger staatlicher Organe durch ein Losverfahren bestimmt. Dieses kann von einfachen Ziehungen bis hin zu komplexen Systemen reichen, wie zum Beispiel dem venezianischen Wahlverfahren.
Aus Prinzip sind hier nicht nur Befürworter des Themas, sondern auch Vertreter der Gegenseite aktiv in Diskurs und Abstimmungen eingebunden. Das gewährleistet Ergebnisse mit geringstem Widerstand bei der daraus folgenden Umsetzung. Dadurch wird sichergestellt, dass nicht (wie bei einer Volksabstimmung) eine Gruppe von Bürgern über das Schicksal einer Kleineren einfach durch Mehrheitsbeschluss entscheiden kann, wie dies heute der Fall ist.
Sobald ein behandeltes Thema durch das laufende Parlament über seine Beschlussfassung beendet wurde, müssen für das nächste Bürgerparlament neue Kandidatinnen und Kandidaten ausgewählt werden. Dadurch kann Korruption und der Einfluss von Lobbyismus nahezu ausgeschlossen werden.

### Abstimmungen
In Erweiterung einer reinen direkt-demokratischen Abstimmung (Ja-/Nein-Fragen) gelten bei Bürgerparlamenten ausschließlich Argumente und deliberative (dialogorientierte, beratende) Entscheidungen. Die Argumente werden mit möglichst großer Volksbeteiligung vorbereitet und mit unterschiedlichen Voruntersuchungen (Umfragen, Tests) untermauert. Wurden alle Seiten angehört, bedenkt das Bürgerparlament in einer „strukturierten Debatte“ das Für und Wider unter sich und holt allenfalls noch fehlende Informationen über Fachleute ein.
Abstimmungen sollen dabei „systemisch“ erfolgen, das bedeutet, dass nicht nur die Pro-Stimmen die Entscheidung fällen, sondern erst deduktiv alle Entscheidungsvorschläge entfernt werden, bei denen der Anteil der Ablehnungen zu groß ist. Damit erzeugt man Ergebnisse, die dem geringsten Widerstand unterliegen, denn ein Ergebnis, das zwar von 51 % gewollt ist, aber von 49 % strikt abgelehnt wird, wird fast immer in Unbehagen enden.

## Bestehende Bürgerbeteiligungsformen
Diese treten weltweit mit unterschiedlichsten Bezeichnungen auf, wie zum Beispiel Bürger-Beteiligung, Bürger-Entscheid, Bürger-Forum, Bürger-Gutachten, Bürger-Konferenz, Bürger-Rat, Bürger-Votum, aber auch mit Bürger-Parlament, ohne dabei den Anspruch nationsweiter Gültigkeit zu erheben.
Nachstehend auszugsweise ein paar Beispiele für Bürgerbeteiligungsformen.

### Im deutschsprachigen Raum
Die Schweiz ist hinsichtlich direkt-demokratischer Mitbestimmung weltweit derzeit das einzige Land, das nicht nur regionale, sondern auch nationale Themen über seine Bürgerinnen und Bürger abstimmen lässt.
In Deutschland gibt es einige regionale Bürgerbeteiligungs-Modelle mit unterschiedlichen Bezeichnungen.
- Bürger Kandidaten
- Bürger-Parlament
- Münchner Bürgerparlament
- Planungszelle.de

In Österreich wurde das erste Bürgerparlament am 9. September 2017, kurz vor der Nationalratswahl 2017, von der österreichischen Kleinpartei Jede Stimme GILT abgehalten. Es sollte das Thema gefunden werden, womit sich die G!LT-Mandatare (im Falle eines Einzugs ins Parlament) als erstes zu beschäftigen haben. Nach einer Vorbereitungsphase von zirka drei Wochen wurde vom Bürgerparlament als Ergebnis die Bildungspolitik als wichtigstes und dringendstes Thema für Österreich entschieden, das dann auch detaillierter als Vorlage für ein weiteres Bürgerparlament ausgearbeitet wurde.

### Weltweit
Argentinien:
Die 2013 in Buenos Aires gegründete Partido de la Red (dt. Die Netzpartei) bedient sich einer Suite von über den gemeinnützigen Trägerverein Democracia En Red (dt. Demokratie im Netz) selbst entwickelten Open Source Tools, zusammengefasst unter dem Namen Democracia OS, die es erlauben, Budgetplanung, öffentliche Konsultation und offenen Dialog, legislative Prozesse, Zielverfolgung sowie Abstimmungen bürgerparlamentarisch aufzusetzen. Erste Erfahrungen schildert Mitbegründerin Pia Mancini in einem 2014 aufgezeichneten TED-Beitrag „How to upgrade democracy for the Internet era“.
Australien:
Die erste australische Stadt mit einer als Bürgerparlament („Australians Citizen Parliament“, ACP) bezeichneten Beteiligungsform war Canberra in Australien (2009). In einer dreitägigen Deliberation (dialogorientierte Beratung) wurden 13 Vorschläge ausgearbeitet, wie die australische Regierung verbessert werden kann. Organisiert wurde dieses Bürgerparlament von der australischen newDemocracy Foundation, einer partei-unabhängigen Forschungs- und Entwicklungsorganisation.
Irland:
In Dublin finden seit 2014 sogenannte „Bürger-Demokratie-Experimente“ in Form von Bürgerversammlungen (99 Bürger für ein Jahr gelost) statt, die auch nationsweite Themen aufgreifen, wie zum Beispiel die Zukunft der Rente oder die Legalisierung der Homo-Ehe. Diese Bürgerbefassung führte dann zu einem Referendum und dadurch zu einer höheren Akzeptanz bei den irischen Bürgern.
Island:
Eines der ambitioniertesten Demokratieexperimente, nämlich über eine Reform der gültigen isländischen Verfassung aus 1944, wurde 2008 nach einem Sturz der Regierung (wegen Finanzkrise) von der linken Nachfolge-Regierung trotz Wahlversprechens zu Fall gebracht. Die gut 300.000 Isländer wählten aus ihrer Mitte einen Verfassungskonvent von 25 Vertretern, die im Konsens einen Verfassungsentwurf ausarbeiteten. Sämtliche Sitzungen konnten live im Internet mitverfolgt werden. Argumentiert wurde die Ablehnung seitens der Regierung, dass eine Verfassungsreform nur in den existierenden Bahnen des Verfassungsrechts erfolgen kann und somit vom Parlament beschlossen werden muss (nicht von den Bürgern), was jedoch bis heute nicht umgesetzt wurde.

## Mögliche kritische Punkte bei erhöhter Bürgerbeteiligung
- Da Bürgerparlamente eine aktivere Art der Mitbestimmung darstellen, stellen sie auch höhere Anforderungen an die Teilnehmer, was Problematiken ähnlich denen bei Schöffen aufwirft.

- Die Möglichkeit zur Beteiligung muss für alle Bürger gegeben sein, auch solche, die beispielsweise über keinen Zugang zum Internet verfügen. Dies wirft logistische Probleme auf.

- Diskussionen sind von Moderatoren und daher von deren Kompetenz und Neutralität abhängig.